# Two Steps Behind
Two Steps Behind è una canzone del gruppo musicale britannico Def Leppard del 1993, proveniente dal loro album Retro Active e dalla colonna sonora del film Last Action Hero - L'ultimo grande eroe. Raggiunse la posizione numero 5 della Mainstream Rock Songs e la numero 12 della Billboard Hot 100.
I Def Leppard hanno registrato due versioni differenti della canzone - una elettrica e una acustica - la più nota è la versione acustica, che appare nella raccolta Vault. Tale versione è diversa anche dalla originale apparsa come lato B, in quanto presenta l'aggiunta di strumenti ad arco da parte di Michael Kamen per la colonna sonora di Last Action Hero.

## Video musicale
Il videoclip di Two Steps Behind è stato diretto da Wayne Isham, ed è stato girato nel luglio del 1993. Il video mostra la band che suona in un parcheggio, e Joe Elliott che canta in una strada, mentre tutte le persone intorno a lui si muovono "all'indietro". Per realizzare questa tecnica, Joe Elliott ha dovuto imparare a cantare il testo della canzone al contrario. Verso la fine del video, sono presenti anche delle riprese live filmate a Irvine Meadow, in California. Il clip è stato mandato in onda per la prima volta nell'agosto dello stesso anno.

## Tracce

### CD: Bludgeon Riffola / LEPCD 12 (UK) / 862 793-2 (INT)
1. Two Steps Behind
2. Tonight
3. SMC

### CD: Bludgeon Riffola / Tin Can / LEPTN 12 (UK) / 862 813-2 (INT)
1. Two Steps Behind
2. Tonight
3. SMC

### MC: Columbia / 38T-77116 (US)
1. Two Steps Behind
2. Tonight